# Астероїд типу X
Спектральний клас X — клас астероїдів, в який входять об'єкти, спектри яких не мають ніяких особливостей.

## Класифікація SMASS
За класифікацією SMASS виділяють наступні підгрупи:
- типові — спектр майже без особливостей зі слабким або помірним ухилом в червоній частині: (16) Психея, (22) Калліопа
- Xe — спектр має слабкий або помірний ухил в червоній частині з рядом вузьких особливостей (наприклад, на 0,55 мкм): (64) Ангеліна, (71) Ніоба
- Xc — спектр злегка червонуватий, не має особливостей, крім слабкої кривизни (перехідний між типовими астероїдами класу X і астероїдами класуC): (44) Ніса, (65) Кібела
- Xk — спектр має помірний ухил в червоній частині (> 0,75 мкм) і в основному плоский в іншій частині (перехідний між типовими астероїдами класу X і астероїдами класу K): (21) Лютеція, (114) Кассандра

## Класифікація Толена
За класифікацією Толена до класу X відносять астероїди, які не вдалося класифікувати ні в один з інших класів. Зазвичай же такі об'єкти, після аналізу альбедо, зіставляються з класами M, E чи P.